# Faculté polytechnique de Mons
Pour les articles homonymes, voir École polytechnique.

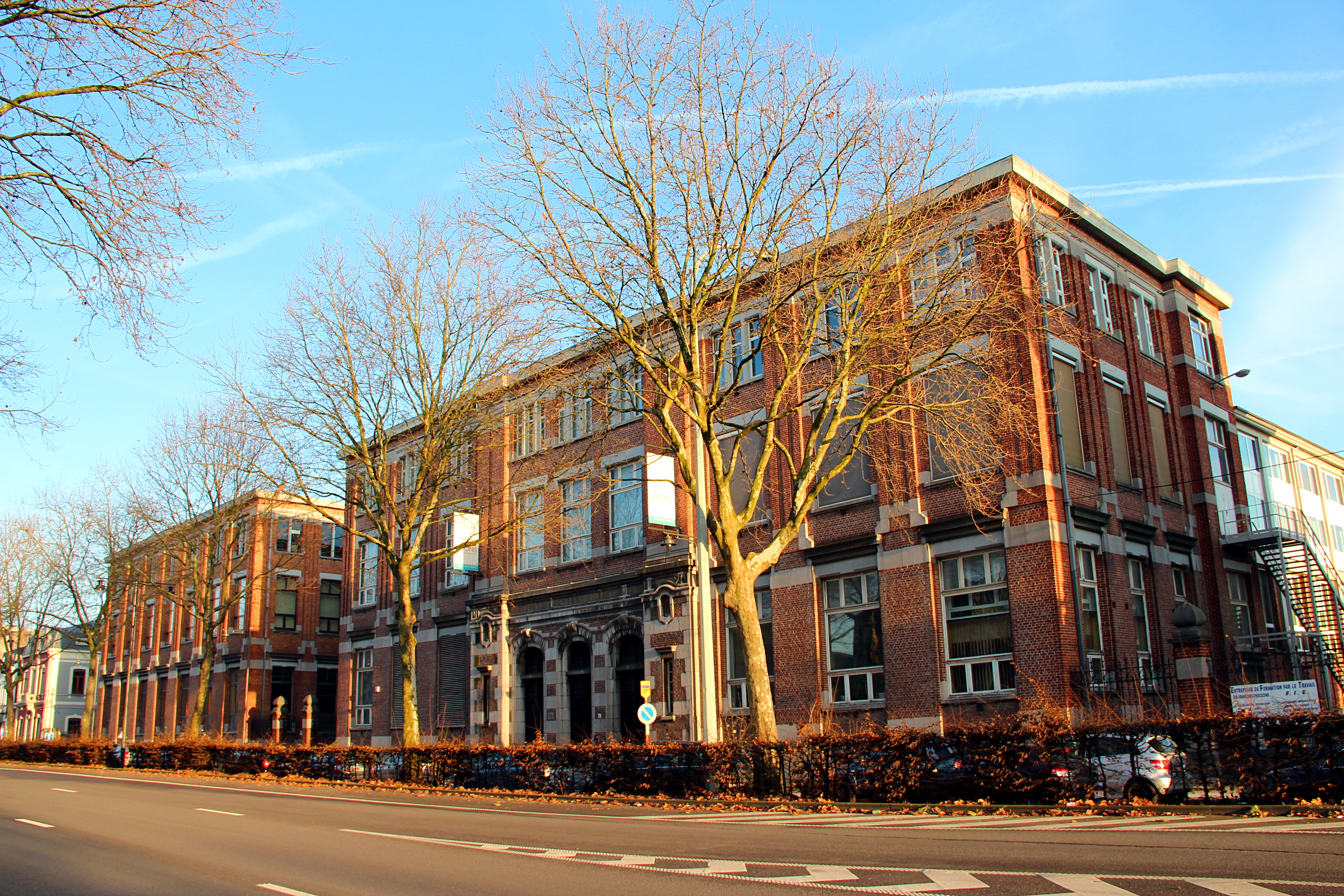
Bâtiments de la Faculté polytechnique de Mons sis Boulevard Dolez

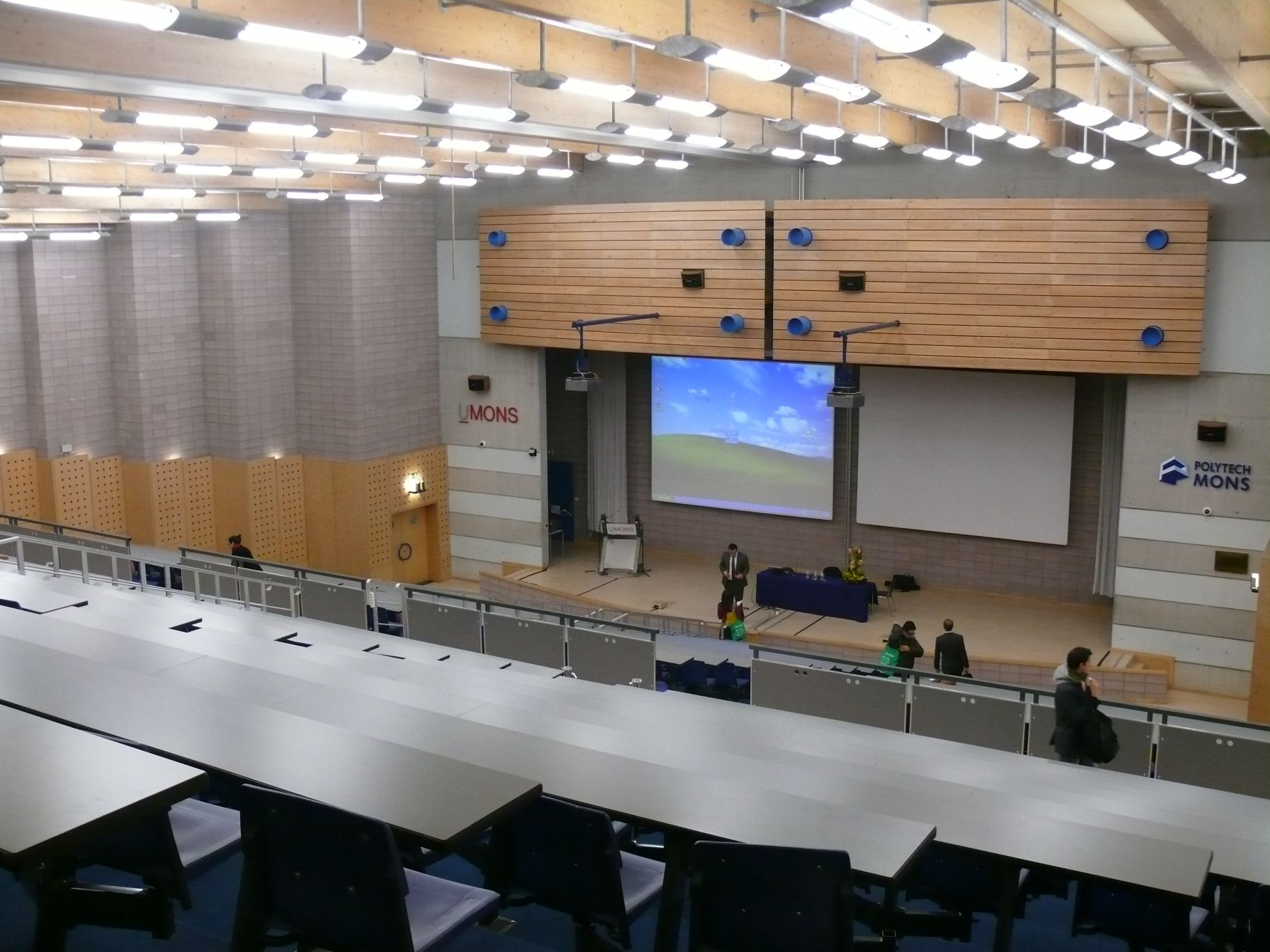
Amphithéâtre de la faculté

La Faculté Polytechnique de Mons (Polytech Mons, anciennement en abrégé F.P.Ms), est est l'une des sept facultés de l'université de Mons, Belgique. C'est la plus ancienne institution universitaire de la ville de Mons, la première école d'ingénieurs créée en Belgique (1836) et la seconde plus vieille institution polytechnique de Belgique après l'École polytechnique (POL) de l'École royale militaire (ERM), institution militaire fondée par Jean-Jacques Chapelie (X 1812 - Artillerie) à la demande du roi Léopold Ier, juste après la création de la Belgique en 1832. Elle s'appelait alors « École des mines du Hainaut ».
Dès son origine, la Faculté Polytechnique de Mons est conçue comme une institution provinciale. En 1905, un grand programme de construction avec auditoires et laboratoires a lieu sur les annexes du collège de Houdain à l'initiative de son directeur Auguste Macquet.
Ses fondateurs sont Jean-Baptiste Thorn, (Docteur en Droit (1805, Paris), deuxième gouverneur de la province de Hainaut de 1836 à 1840, contributeur important à la Constitution Belge 1830-1831), Adolphe Devillez (diplômé de l'École centrale de Paris en 1835) et Théophile Guibal (diplômé de l'École centrale de Paris en 1836). Le succès de la transposition du modèle centralien à Mons depuis 1836 servit de référence aux édiles lillois lors de la réforme en 1872 de l'École des arts industriels et des mines, créée en 1854, et transformée en un Institut industriel du Nord (devenu aujourd'hui l'École centrale de Lille).
La Faculté organise des études d'ingénieur conduisant en cinq années au grade académique d'« ingénieur civil ». Actuellement elle délivre notamment les titres de Master « Ingénieur civil » dans pas moins de 7 orientations/spécialités (Architecture, Chimie & Sciences des Matériaux, Électricité, Génie de l'énergie, Informatique & Gestion, Mécanique et Mines & Géologie) ainsi que celui de Docteur en Sciences appliquées.
L'association de ses anciens étudiants (l'AIMs pour « Association des ingénieurs civils sortis de la Faculté Polytechnique de Mons » ou plus récemment l'AIMs Polytech Mons Alumni) a été fondée en 1850 et regroupe pas loin de 2 000 membres effectifs (2014), en majorité des industriels. Pas moins de 9,52% de ses membres sont situés à l'étranger (5 continents, 33 pays - 2014).
Chaque année, elle met à l'honneur et accueille ainsi dans la vie professionnelle ses tout nouveaux diplômés au travers de sa cérémonie « Le Polytech Mons Day » (PMD).
La Faculté Polytechnique de Mons a fusionné en 2009 avec l'Université de Mons-Hainaut pour former l'Université de Mons (UMons).

## Enseignement
Diplôme en sciences de l'ingénieur (ingénieur civil) :
- 1er cycle (3 ans) : 
  - Bachelier ingénieur civil
  - Bachelier ingénieur civil architecte
- 2e cycle (2 ans) : 
  - Master ingénieur civil architecte
  - Master ingénieur civil en chimie et science des matériaux
  - Master ingénieur civil électricien
  - Master ingénieur civil en informatique et gestion
  - Master ingénieur civil mécanicien
  - Master ingénieur civil des mines et géologue
  - Master ingénieur civil en génie de l'énergie
- 3e cycle (~ 4 ans) :
  - Doctorats en sciences appliquées[4]
- Formation continue[5]

Diplômés par an : ~170.

## Recherche
Nombre d'équipes de recherche : 
- 5 pôles de recherche[6] :
  - Pôle Technologies de l'information
  - Pôle Matériaux
  - Pôle Énergie
  - Pôle BioSys
  - Pôle Risques
- 4 centres de recherche ou pôles d'excellence fondés par la F.P.Ms seule ou en partenariat avec d'autres institutions universitaires :
  - Multitel[7]
  - Materia Nova[8]
  - Inisma[9]
  - CETIC[10]
  - NUMEDIART[11]
- 4 spin-offs
- plus de 20 start-ups fondées par de jeunes diplômés de la F.P.Ms et une dizaine de familles de brevets

## Dimension internationale
- 50 partenaires ERASMUS; 25 conventions institutionnelles.
- Doubles-diplômes (Hors réseau TIME) :
  - École nationale supérieure des Mines d'Alès (IMT Alès) (France)
  - École nationale supérieure Mines-Télécom Lille-Douai (IMT Nord-Europe) (France)
- Membre du réseau TIME (Top Industrial Managers for Europe) pour doubles-diplômes[12] avec les Instituts suivants :
  - Université technique de Vienne (Autriche)
  - École centrale de Lille Double diplôme architecte - ingénieur civil (France)
  - École centrale de Lyon (France)
  - École centrale de Marseille (France)
  - École centrale de Nantes (France)
  - École nationale supérieure de l’Aéronautique et de l’Espace de Toulouse (SUPAERO) (France)
  - École supérieure d’Électricité (SUPELEC) de Gif-sur-Yvette (France)
  - École polytechnique de Milan (Italie)
  - Universidad Politécnica de Madrid (Espagne)Théophile Guibal & Adolphe Devillez

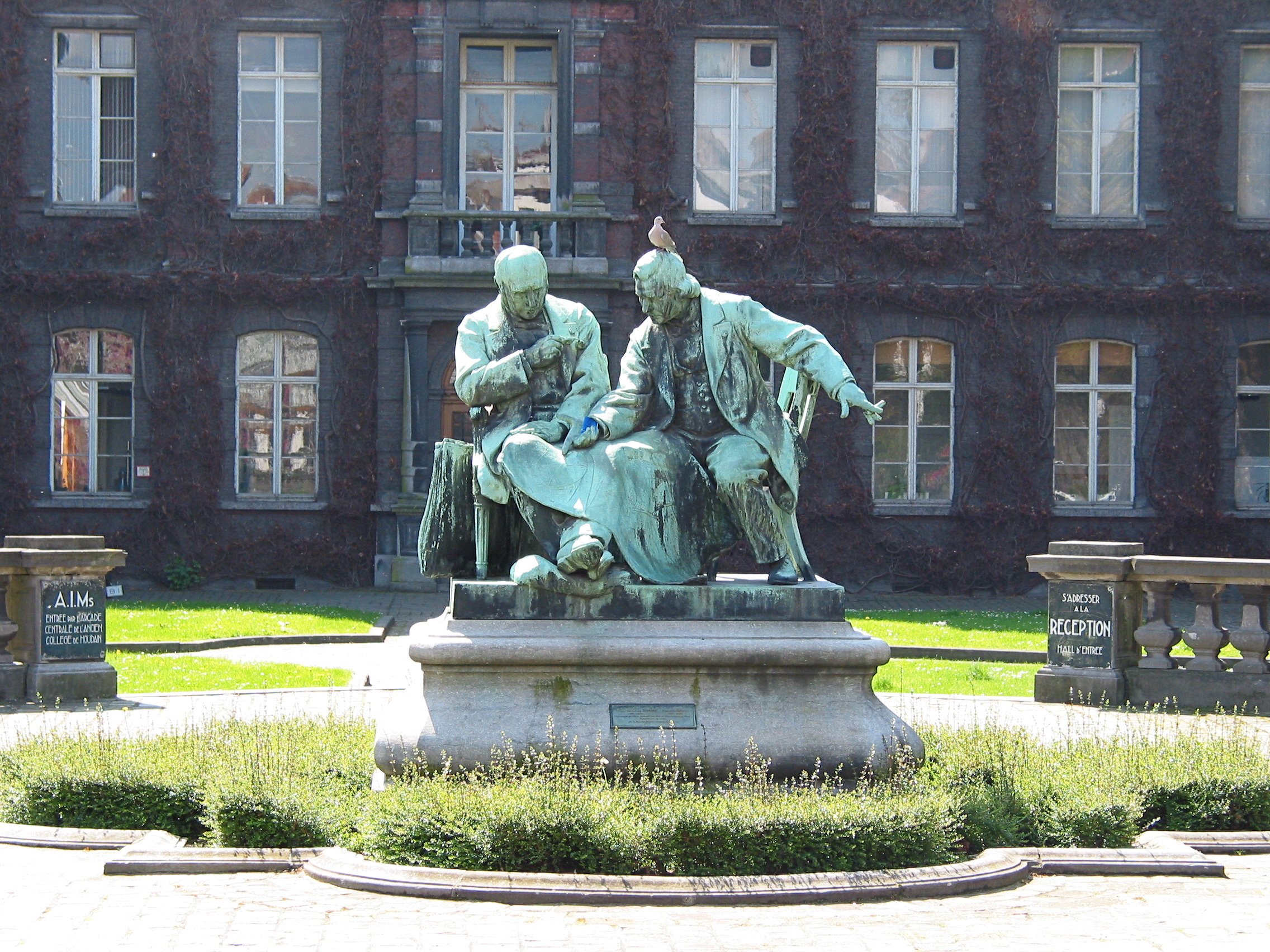
Théophile Guibal & Adolphe Devillez

## Anciens professeurs à Polytech Mons
- Jules Cornet (1865-1929), géologue ;
- Louis De Vriendt (1899-1981), professeur ordinaire (cours "emploi des combustibles"), chargé de plusieurs missions au Congo belge ;
- Georges R. Boulanger (1909-1982), docteur en sciences mathématiques de la Sorbonne, introducteur de la cybernétique en Belgique, fondateur et président de l'Association ide Cybernétique ;
- Raymond Renard, (1925-2020), linguiste, maître de conférences puis chargé de cours (1954-1990), directeur de l'Institut des langues vivantes de la Faculté polytechnique (1961-1974), fondateur de l'École d'interprètes internationaux de Mons (1962).

## Directeurs
- Adolphe Devillez (1837-1865), sans titre ;
- Adolphe Devillez (1866-1888), Directeur ;
- M. Lambert (1888-1890), Directeur Intérimaire ;
- Auguste Macquet (1890-1918), Directeur ;
- Armand Halleux (1918-1923), Administrateur ;
- Jules Hiernaux (1923-1934), Administrateur ;
- Jules Hiernaux (1934-1946), Administrateur-Directeur ;
- A.J. Jadot (1946-1952), Administrateur ;
- Pierre Houzeau de Lehaie (1952-1954), Administrateur ;
- Pierre Houzeau de Lehaie (1954-1970), Recteur ;
- Jean Baland (1970-1974), Recteur ;
- René Emile Balend (1974-1986), Recteur ;
- Christian Bouquehneau (1986-1994), Recteur ;
- Serge Boucher (1994-2006), Recteur ;
- Calogero Conti (2006-2009), Recteur ;
- Paul Lybaert (2009-2014), Doyen ;
- Pierre Dehombreux (2014-2018), Doyen ;
- Christine Renote (2018-2022), Doyenne ;
- Véronique Feldheim (2022-nos jours), Doyenne[13] ;

## Fusion avec l'Université de Mons-Hainaut
Le 6 juillet 2007, les conseils d'administration de l'Université de Mons-Hainaut et de la Faculté Polytechnique de Mons ont décidé à l'unanimité de créer une entité commune, l'Université de Mons, opérationnelle dès la rentrée 2009-2010.